# جيورجوس نيكولاو
جيورجوس نيكولاو (باليونانية: Γιώργος Νικολάου)‏ (22 مايو 1982 في قبرص - ) هو لاعب كرة قدم قبرصي في مركز الهجوم. شارك مع منتخب قبرص لكرة القدم. أما مع النوادي، فقد لعب مع أولمبياكوس نيقوسيا ونادي أومونيا ونيا سلاميس فاماغوستا ونادي باناتشايكي ‏ وPanachaiki G.E. ‏ وAyia Napa FC ‏ وإينوسيس نيون باراليمني ‏.

## وصلات خارجية
- جيورجوس نيكولاو على موقع قاعدة بيانات كرة القدم.إي يو (الإنجليزية)
- جيورجوس نيكولاو على موقع قاعدة بيانات كرة القدم.إي يو (الإنجليزية)
- جيورجوس نيكولاو على موقع ناشيونال فوتبول تيمز (الإنجليزية)